# Лоскутов Віктор Георгійович
Віктор Георгійович Лоскутов (27 вересня 1923 — 23 лютого 1970) — льотчик 34-го ближнєбомбардувального авіаційного полку 10-ї авіаційної дивізії пікіруючих бомбардувальників Військово-повітряних сил Тихоокеанського флоту, майор, Герой Радянського Союзу.

## Біографія
Лоскутов Віктор Георгійович народився у селищі Янаул (з 1991 року — районний центр Башкортостану).
Росіянин. Член ВКП(б)/КПРС з 1951 року. Закінчив середню школу.
До лав Військово-морського флоту призваний у 1941 році Янаульським райвійськкоматом Башкирської АРСР. У 1944 році закінчив Військово-морське авіаційне училище.
На фронтах Другої світової війни з травня 1944 року. Воював на Чорноморському і Червонопрапорному Балтійському флотах. Відзначився у бомбардуваннях наземних об'єктів противника в радянсько-японській війні 1945 року.
У 1952 році Лоскутов Віктор Георгійович закінчив Вищі офіцерські льотно-тактичні курси авіації ВМФ СРСР. Проходив службу на командних посадах.
З 1962 року майор Лоскутов В.Г. — в запасі. Жив і працював у місті Калінінграді. Помер 23 лютого 1970 року..

## Подвиг
«Брав участь у радянсько-японській війні 1945 року. Льотчик 34-го ближнєбомбардувального авіаційного полку (10-а авіаційна дивізія пікіруючих бомбардувальників ВПС Тихоокеанського флоту) комсомолець лейтенант Віктор Лоскутов потопив 1 транспорт, знищив бронепоїзд, міст, склади в порту Расін (Наджин, Корейська Народно-Демократична Республіка)».
Указом Президії Верховної Ради СРСР від 14 вересня 1945 року за зразкове виконання завдань командування і проявлені мужність і героїзм у боях з японськими мілітаристами лейтенанту Лоскутову Віктору Георгійовичу присвоєно звання Героя Радянського Союзу з врученням ордена Леніна і медалі «Золота Зірка» (№ 7147).

## Нагороди
- Медаль «Золота Зірка» Героя Радянського Союзу (14.09.1945).
- Орден Леніна (14.09.1945).
- Орден Червоного Прапора (30.04.1945).
- Орден Червоного Прапора (28.08.1945).
- Медалі.

## Пам'ять
У місті Янаулі на будівлі школи № 79 встановлена меморіальна дошка Герою.